# Комерс (Оклахома)
Комерс (енгл. Commerce) град је у америчкој савезној држави Оклахома.

## Демографија
По попису из 2010. године број становника је 2.473, што је 172 (-6,5%) становника мање него 2000. године.
| Група             | 2000.         | 2010.         |
| Белци             | 1.632 (61,7%) | 1.459 (59,0%) |
| Афроамериканци    | 17 (0,6%)     | 8 (0,3%)      |
| Азијати           | 5 (0,2%)      | 14 (0,6%)     |
| Хиспаноамериканци | 490 (18,5%)   | 532 (21,5%)   |
| Укупно            | 2.645         | 2.473         |